# Alo Dupikov
Alo Dupikov (* 5. November 1985 in Kehtna, Estnische SSR, Sowjetunion) ist ein ehemaliger estnischer Fußballspieler.

## Karriere
In seiner Karriere spielte Dupikov ab 2001 für verschiedene Verein in den fünf höchsten Spielklassen Estlands. Mit dem FC Flora Tallinn gewann er dabei insgesamt sieben nationale Titel. Die Saison 2012 verbrachte er beim norwegischen Drittligisten Egersunds IK, wo er insgesamt sechs Partien bestritt. Zuletzt spielte er bis 2019 für den heimischen Fünftligisten Lilleküla JK Retro und beendete dann seine aktive Karriere.

## Nationalmannschaft
Von 2001 bis 2007 bestritt Dupikov insgesamt 22 Partien für diverse estnische Jugendauswahlen und erzielte dabei einen Treffer. Am 25. Mai 2009 debütierte der Stürmer dann auch für dessen A-Nationalmannschaft in einem Testspiel gegen Wales. Bei der 0:1-Auswärtsniederlage in Llanelli stand er in der Startelf und wurde in der 73. Minute für Kristian Marmor ausgewechselt. Bis Ende des Jahres 2010 kamen noch vier weitere Länderspiele hinzu, anschließend wurde Dupikov nicht mehr nominiert.

## Erfolge
- Estnischer Meister: 2010, 2011
- Estnischer Pokalsieger: 2008, 2009, 2011
- Estnischer Superpokalsieger: 2009, 2011